# Ingvar Carlsson
Gösta Ingvar Carlsson  (* 9. listopadu 1934) je švédský sociálnědemokratický politik. Dvakrát byl premiérem Švédska, a to v letech 1986-1991 a 1994-1996. Byl rovněž švédským ministrem školství (1969-1973), ministrem bydlení (1973, 1974-1976) a ministrem životního prostředí (1985-1986). V letech 1982-1986 byl prvním místopředsedou vlády.
V letech 1986-1996 byl předsedou Švédské sociálně demokratické strany dělnické (Sveriges socialdemokratiska arbetareparti).
Ve funkci premiéra se pokusil o reformu daňového systému, kvůli čemuž čelil kritice silných švédských odborů.